# Helionidia uczka
Helionidia uczka är en insektsart som beskrevs av Irena Dworakowska 1992. Helionidia uczka ingår i släktet Helionidia och familjen dvärgstritar. Inga underarter finns listade i Catalogue of Life.